# Idaea sympractor
Idaea sympractor là một loài bướm đêm trong họ Geometridae.